# Luxemburgische Sprache
Die luxemburgische Sprache oder kurz Luxemburgisch [ˈlʊksm̩bʊrɡɪʃ] (Eigenbezeichnung Lëtzebuergesch [ˈlətsəbuːɐ̯jəʃ]) ist die Landessprache und eine der Amtssprachen des Großherzogtums Luxemburg. Die eigenständige Standardsprache Luxemburgisch ist nicht zu verwechseln mit dem Luxemburger Hochdeutsch, also mit derjenigen Standardvarietät des Deutschen, wie sie in Luxemburg verwendet wird. Außerdem gibt es in Luxemburg typische Dialekte, auf denen die luxemburgische Standardsprache beruht.
Strukturell sind die luxemburgische Standardsprache und die luxemburgischen Dialekte eine moselfränkische Sprachvarietät des Westmitteldeutschen und damit Teil des kontinentalwestgermanischen Dialektkontinuums. In soziolinguistischer Hinsicht nennt man die luxemburgische Standardsprache eine Ausbausprache oder auch einen Ausbaudialekt oder Kulturdialekt. Das bedeutet, dass es eine eigenständige Sprache nicht wegen des Abstandes zu anderen Sprachen, sondern durch den Ausbau (Grammatik, Wortschatz, Aussprachenormen) ist.
Im Großherzogtum Luxemburg ist die luxemburgische Standardsprache neben Deutsch und Französisch eine Amtssprache. Sie wird auch, neben diesen Sprachen, in den Schulen unterrichtet. Luxemburgische Dialekte werden ferner in Belgien gesprochen, in der Region Wallonien, und zwar in der Provinz Luxemburg, die bis 1839 zum Großherzogtum Luxemburg gehörte. In einigen grenznahen Gemeinden hat die luxemburgische Standardsprache auch einen gewissen rechtlichen Schutz. Geregelt ist dies durch die Französischsprachige Gemeinschaft Belgiens.
In der Europäischen Union gehört Luxemburgisch zu den Minderheitssprachen, ist jedoch keine Amtssprache der Union. Der Sprachcode nach ISO 639 ist lb oder ltz. Das Luxemburgische ist Forschungsgegenstand der Luxemburgistik.

## Status

### Rechtlicher Status in Luxemburg
Die Verfassung des Großherzogtums Luxemburg bestimmt die luxemburgische Sprache als erste Sprache des Landes. Aufgrund dieser von der Verfassung zugewiesenen Sonderstellung gegenüber der französischen und deutschen Sprache wird Luxemburgisch auch als Nationalsprache bezeichnet.

„Artikel 4.

Die Sprache des Großherzogtums Luxemburg ist Luxemburgisch. Die Verwendung der luxemburgischen, französischen und deutschen Sprache wird gesetzlich geregelt.“

Das Gesetz vom 24. Februar 1984 über die Sprachenordnung regelt die Verwendung der Sprachen in öffentlichen Angelegenheiten.
Luxemburgisch ist hier neben Französisch und Deutsch als eine von drei Verwaltungssprachen angeführt. Die Verwendung der luxemburgischen Sprache ist damit für administrative und gerichtliche Zwecke zulässig. Jede Anfrage, die in einer dieser drei Sprachen an eine Behörde oder öffentliche Verwaltung gestellt wird, muss verpflichtend in der vom Antragsteller gewählten Sprache beantwortet werden.
Das Gesetz vom 20. Juli 2018 über die Förderung der luxemburgischen Sprache regelt die Normierung und Förderung der luxemburgischen Sprache, unter anderem durch die Schaffung einer regulierenden Behörde unter Aufsicht des Kulturministeriums.
Das Zenter fir d'Lëtzebuerger Sprooch (Zentrum für die Luxemburgische Sprache) regelt die offiziellen Normen der Rechtschreibung und Orthographie des Luxemburgischen. Dabei wird das ZLS durch eine Expertenkommission beraten. Außerdem unterhält das ZLS mit dem Lëtzebuerger Online Dictionnaire lod.lu (Luxemburgisches Onlinewörterbuch) die größte Referenzdatenbank luxemburgischer Wörter mit Übersetzungen in vier weitere Sprachen.
Darüber hinaus bestehen die Aufgaben des ZLS in der Förderung der Sprache sowie der Übersetzung und Veröffentlichung offizieller luxemburgischsprachiger Texte.

### Rechtlicher Status in Belgien

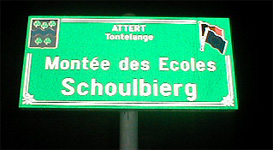
Zweisprachiges Straßenschild in der Gemeinde Attert (Belgien)

Als Minderheitensprache im Südosten Belgiens (Areler Land in Wallonien) hat die Französische Gemeinschaft Belgiens per Dekret vom 24. Dezember 1990 die luxemburgische Sprache als "regionale endogene Sprache" (langue régionale endogène) anerkannt.
Die belgische Kommune Attert hat mit der Regierung der Französischen Gemeinschaft Belgiens ein Abkommen unterzeichnet, um die luxemburgische Sprache auf dem Gemeindegebiet zu schützen. Das Abkommen regelt die Förderung der Zweisprachigkeit in den Bereichen Kommunikation, Kultur, Bildung und Tourismus. Zu den 21 konkret umgesetzten Maßnahmen zählen unter anderem zweisprachige Beschilderung der Straßennamen und Ortstafeln, Kulturveranstaltungen in luxemburgischer Sprache, Sprachkurse, sowie Schüleraustausche mit Schulen in Luxemburg.

### Rechtlicher Status innerhalb der Europäischen Union
Das Luxemburgische gilt als europäische Minderheitensprache, zählt aber nicht zu den 24 Amtssprachen der Europäischen Union.
Da Deutsch und Französisch als Amtssprachen der Europäischen Union ebenfalls in Luxemburg in der Verwaltung und Gesetzgebung verwendet werden, hat die Luxemburger Regierung bisher aus praktischen und finanziellen Gründen auf eine Anerkennung des Luxemburgischen auf EU-Ebene verzichtet.

### Status als Sprache
Sowohl in der Fachwelt der Sprachwissenschaftler als auch in der allgemeinen Öffentlichkeit sind sich nicht alle Menschen einig, wie man das Luxemburgische einordnen soll. Für manche ist es eine Standardsprache, die man wie die deutsche Standardsprache oder die niederländische Standardsprache betrachten soll. Für andere ist es „nur“ eine westmitteldeutsche Sprachvarietät, vergleichbar mit deutschen Dialekten. Dabei wird angeführt, dass das Luxemburgische enger mit dem Standarddeutschen verwandt sei als viele oberdeutsche Varietäten (wie schweizerdeutsche oder bairische Dialekte), die nicht als eigenständige Sprachen betrachtet werden.

Rein sprachwissenschaftlich lässt sich die Frage, ob das Luxemburgische eine eigenständige Sprache ist, nicht eindeutig beantworten. Bei eng verwandten Sprachvarietäten gibt es keine strukturlinguistischen Kriterien, die es erlauben würden, zwischen Dialekten und Sprachen zu unterscheiden. Die Antwort auf diese Frage hängt deshalb in solchen Fällen maßgeblich davon ab, welche Bedeutung man soziolinguistischen Kriterien beimisst.
Daher wird diese Unterscheidung politisch immer wieder missbräuchlich eingesetzt, zum Beispiel um vermeintliche Rangordnungen zwischen regionalen Sprachvarietäten pseudowissenschaftlich zu legitimieren. Bestimmte Termini wie der des Kulturdialekts sind Ergebnis dieses Widerspruchs zwischen Sprachwissenschaft und Politik.

#### Strukturlinguistischer Aspekt
Das Luxemburgische Moselfränkisch bildet zusammen mit den benachbarten moselfränkischen Varietäten im nördlichen Saarland und in der Region Trier, mit denen es in Grammatik, Wortschatz, Wortgebrauch und Lautstand zum großen Teil übereinstimmt, ein Dialektkontinuum. Strukturlinguistisch gesehen unterscheidet es sich jedoch nicht grundlegend von den anderen westmitteldeutschen Varietäten. Daher ist es keine Sprache im Sinn einer Abstandsprache.

#### Soziolinguistischer Aspekt
Auf soziolinguistischem Gebiet unterscheidet sich das Luxemburgische etwas von den in den angrenzenden Sprachgebieten in Deutschland gesprochenen moselfränkischen Varietäten:
- Das Luxemburgische ist ein wichtiger Teil der luxemburgischen Identität. Ein Luxemburger Kind erlernt es als Muttersprache, bevor es später in der Schule Standarddeutsch, Französisch und Englisch erlernt. Trotzdem wurden im Großherzogtum Luxemburg, auch nach der Loslösung des französischsprachigen Teils Luxemburgs hin zu Belgien, bis Ende 1944 noch alle Gesetze auf Deutsch und Französisch verfasst und veröffentlicht; seit 1945 geschieht dies nur noch auf Französisch. Luxemburgisch ist für viele Luxemburger mittlerweile ein Symbol der kulturellen und politischen Eigenständigkeit ihres Staates. Dieser Aspekt hat direkt mit der Geschichte Luxemburgs zu tun (siehe unten).
- Da das Luxemburgische im Großherzogtum schon seit einigen Jahrzehnten zunehmend als Schriftsprache verwendet wird, wäre der nächste Entwicklungsschritt der Übergang zu einer eigenständigen Ausbausprache.

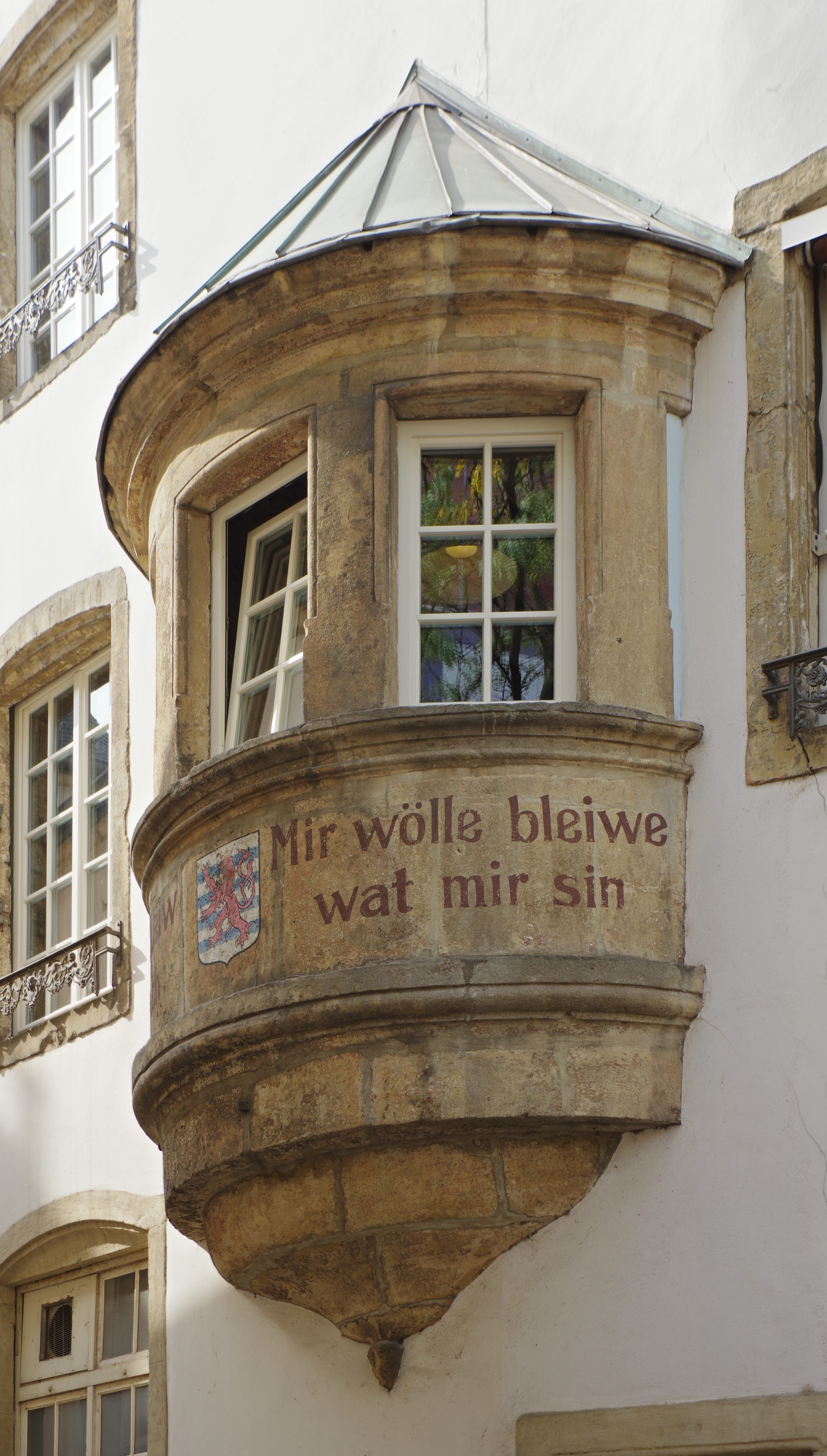
Motto des Großherzogtums auf Luxemburgisch: „Mir wölle bleiwe wat mir sin“.

## Geographische Verbreitung

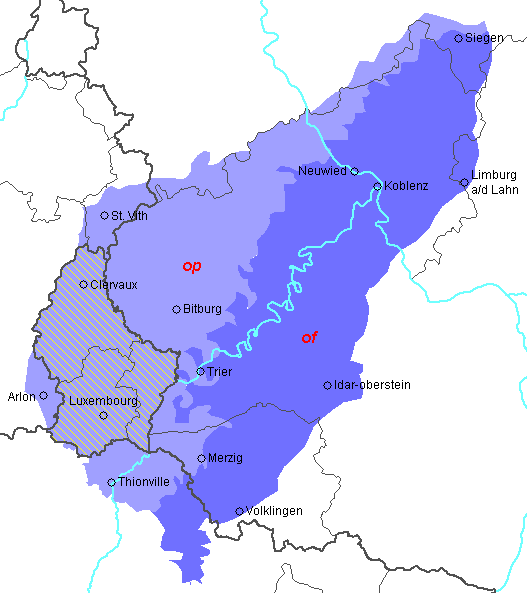
Die Verbreitung der Moselfränkischen Dialekte mit Kennzeichnung der Gebiete, in denen op und of für „auf“ gilt.

Die luxemburgische Sprache im engeren Sinne umfasst alle Mundarten und Dialekte im Großherzogtum Luxemburg. Das im Südosten Belgiens gelegene Areler Land wird zum luxemburgischen Sprachraum gezählt. Hier ist die Bezeichnung „Luxemburgisch“ und die Verwendung der offiziellen Rechtschreibung ebenfalls üblich.
Es gibt verschiedene lokale luxemburgische Mundarten: Areler, Eechternoocher, Kliärrwer, Miseler, Veiner, Weelzer usw. Eine kartographische Übersicht ihrer Verbreitung findet sich im Digitalen Luxemburgischen Sprachatlas.
In angrenzenden Gebieten findet man eng mit dem luxemburgischen Verwandte moselfränkische Dialekte. Dies ist der Fall In Rheinland-Pfalz (Kreis Bitburg-Prüm, Region Trier) im Saarland (Kreis Merzig-Wadern), dem südlichsten Teil der deutschsprachigen Gemeinschaft in Belgien (St. Vith, Burg-Reuland), sowie Teilen von Lothringen in Frankreich (Arrondissement Thionville). Diese Varietäten werden in den jeweiligen Gebieten jedoch als Dialekte der deutschen Sprache angesehen und bilden einen fließenden Übergang zu anderen deutschen Mundarten.
Weltweit sprechen ca. 285.000 Menschen Luxemburgisch als Muttersprache; davon lebt die überwiegende Mehrheit im Großherzogtum Luxemburg, die übrigen in den belgischen Provinzen Luxemburg (Arlon) und Lüttich (Burg-Reuland und St. Vith), in Deutschland, in Frankreich, in den USA. Eng verwandt sind auch Dialekte der Siebenbürger Sachsen, deren Vorfahren vor über 800 Jahren aus dem moselfränkischen Raum auswanderten.

## Verwendung des Luxemburgischen

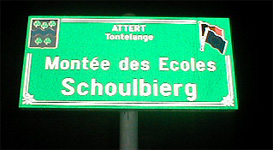
Belgisches Straßenschild in Attert mit französischer und luxemburgischer Schreibung

Die Muttersprache und daher Umgangssprache der Luxemburger ist das Luxemburgische. Auf Luxemburgisch sind auch die Ortsnamen auf den Ortsschildern (als zweite Angabe neben der französischen Form) geschrieben. Familiäre und volkstümliche Schriftstücke wie Einladungen und Flugblätter sind zumeist auf Luxemburgisch, während offizielle Bekanntmachungen überwiegend auf Französisch abgefasst sind. Die Beschriftung der dynamischen Warntafeln auf den Autobahnen erfolgt auf Deutsch (von Autobahnen aus Deutschland) bzw. auf Französisch (von Autobahnen aus dem französischsprachigen Teil Belgiens und Frankreich). Die Mehrzahl der luxemburgischen Jugendlichen verwendet die luxemburgische Sprache, um Kurznachrichten (SMS), E-Mails usw. zu verfassen. Die einheimischen Verkäufer in traditionellen Geschäften sprechen Luxemburgisch.
Der Schulunterricht in der Primarstufe (1. bis 6. Schuljahr) erfolgt traditionell auf Luxemburgisch und Hochdeutsch. Die Alphabetisierung in Luxemburg erfolgt in Hochdeutsch. Französisch wird ab dem 2. Schuljahr gelehrt, mittlerweile in manchen Schulen sogar ab dem 1. Schuljahr. Die Schulbücher sind, mit Ausnahme der Bücher für das Fach Französisch, traditionell auf Deutsch verfasst. Die Unterrichtssprache ist somit streng genommen Hochdeutsch. In der Praxis bedient sich das Lehrpersonal allerdings häufig des Luxemburgischen zur mündlichen Erläuterung des Lehrstoffes.
In der Sekundarstufe (7. bis 13. Schuljahr) wird diese Praxis bis zur 9. Klasse fortgesetzt. Unterrichtssprache ist – bis auf den Sprachen- und Mathematikunterricht – Hochdeutsch bzw. Luxemburgisch. Im klassischen Lyzeum ist die Unterrichtssprache ab der 10. Klasse mehrheitlich Französisch, im technischen Lyzeum bleibt Hochdeutsch die überwiegende Unterrichtssprache. In einem Lehrplan, der vom Bildungsministerium (Ministère de l’Éducation nationale et de la Formation professionnelle, kurz MEN) festgelegt wurde, ist jedem Fach eine Unterrichtssprache zugeordnet. Diese verändern sich auch von Stufe zu Stufe (klassisches Lyzeum oder technisches Lyzeum). Im Sekundarunterricht würde das Luxemburgische im Unterricht somit auch weniger benutzt werden als in der Primärschule, was allerdings von der jeweiligen Schule und den Lehrkräften abhängt. Luxemburgisch als Lehrfach steht bis zum 7. Schuljahr auf dem Lehrplan; in den nachfolgenden Jahren wird hierauf noch oft zur Klärung einzelner Sachverhalte zurückgegriffen.
Im Parlament wurde bis vor dem Zweiten Weltkrieg Hochdeutsch und Französisch gesprochen. Nach dem Krieg trat das einheimische Luxemburgisch an die Stelle des Hochdeutschen. Heute wird Französisch von den Abgeordneten, u. a. wegen der Livestream-Übertragung über den Astra-Satelliten, nur noch selten gebraucht; nur noch etwa beim Zitieren von Gesetzestexten oder bei protokollarischen Anlässen.
Aufgrund des kleinen spezifisch luxemburgischen Wortschatzes greifen die Sprecher bei differenziertem Sprachgebrauch häufig auf deutsche oder französische Lehnwörter zurück. Diese Tatsache wird häufig als Kriterium für die „Nichtsprachlichkeit“ des Luxemburgischen angeführt; aber es handelt sich hierbei um eine natürliche Adaptionsbereitschaft, die allen Sprachen eigen ist (vgl. die hohe Anzahl von lateinischen, griechischen, französischen und englischen Elementen im Deutschen, die für alle Epochen der Sprachgeschichte belegt sind).
Belletristik existiert auf (Hoch-)Deutsch, Luxemburgisch und Französisch.
Dabei dringt Luxemburgisch auch immer weiter in den öffentlichen Alltag vor. Vor einigen Jahrzehnten wurden zum Beispiel im Bahnhof der Stadt Luxemburg die Ansagen von der Sprachenfolge Französisch–Deutsch auf Luxemburgisch–Französisch umgestellt (ebenso in den Zügen); nur bei Zügen von und nach Deutschland wird Deutsch als dritte Ansagesprache weiter benutzt.

### Presse und Medien
Das in Luxemburg landesweit empfangbare Fernseh- und Radioprogramm von RTL Lëtzebuerg sowie die Radioprogramme Radio ARA, DNR, radio 100,7 und Eldoradio senden auf Luxemburgisch und tragen so zur Standardisierung und Fortentwicklung der Sprache bei.
Die Presse, z. B. die Tageszeitungen Zeitung vum Lëtzebuerger Vollek, Luxemburger Wort, Tageblatt, Lëtzebuerger Journal, Lëtzebuerg Privat oder Point 24 (deutsch-französisch-portugiesische Gratiszeitung), benutzen überwiegend Deutsch als Schriftsprache, enthalten aber auch Artikel auf Französisch (ca. 16 %) und Luxemburgisch (ca. 2 %). Letzteres wird vor allem für Kommentare und Glossen, Lokalnachrichten, Familienanzeigen und Werbung gern verwendet; Französisch findet sich besonders oft in den Wirtschafts- und Kulturteilen. Vor allem auch in den deutschen Bundesländern Rheinland-Pfalz und Saarland werden die größten dieser Zeitungen reichlich verkauft. Ferner gibt es vier deutlich kleinere französischsprachige Zeitungen, die Wochenzeitung Le Jeudi und die Tageszeitungen La Voix du Luxembourg, Le Quotidien sowie L’Essentiel (Gratiszeitung). Deren primäre Zielgruppen sind Migranten, die Französisch als Mutter- oder Fremdsprache gut beherrschen, der deutschen oder luxemburgischen Sprache aber nicht oder unzulänglich mächtig sind, sowie Leser in den frankophonen Nachbarländern. Das Nachrichtenportal von RTL Lëtzebuerg ist dagegen überwiegend auf Luxemburgisch. Im Großherzogtum Luxemburg werden 85 % aller Artikel in Printmedien auf Deutsch, 12 % auf Französisch und lediglich 3 % auf Luxemburgisch veröffentlicht. Nach der Befreiung 1944 erschien die von der bisherigen Widerstandsbewegung („Resistenz“) herausgegebene Zeitung d’Unio’n vorübergehend vollständig auf Luxemburgisch; 1948 stellte sie aber ihr Erscheinen ein (das durch den Zusammenschluss der Unio’n mit der Obermosel-Zeitung entstandene Nachfolgeperiodikum ist das überwiegend deutschsprachige Lëtzebuerger Journal). Seither ist dieser Versuch einer komplett in der nunmehrigen Nationalsprache redigierten Zeitung noch nicht wiederholt worden, da die luxemburgischen Medien auf ausländische Pressedienste zurückgreifen müssen und der Zeitverlust für das Übersetzen einer Agenturmeldung ins Luxemburgische sowie die damit verbundenen Kosten ein derartiges Unterfangen nahezu unmöglich machen.

## Geschichte
Für die Luxemburger ist Lëtzebuergesch eines ihrer stärksten nationalen Symbole. Die Sprache ist untrennbar mit dem Schicksal Luxemburgs verbunden, obwohl sich ein nationales Bewusstsein erst spät, d. h. erst ab dem 20. Jahrhundert, entwickelte. Dies hat zum einen mit der Geschichte des Landes, zum anderen mit der aktuellen Situation in Luxemburg zu tun. Trotzdem sind sich die Luxemburger bis heute der patriotischen Bedeutung ihrer Sprache während der Besatzungszeit im Zweiten Weltkrieg bewusst. Die Eigenstaatlichkeit der Luxemburger führt außerdem dazu, dass sie ihre luxemburgische Sprache nur ungern als einen deutschen Dialekt (Kulturdialekt) bezeichnen lassen.

### Die letzte Teilung Luxemburgs
Während der Revolutionskriege fiel Luxemburg 1794/95 abermals an Frankreich. Nach der Niederlage Napoleons bei Waterloo (Juni 1815) wurde auf dem Wiener Kongress über das weitere Schicksal des Landes entschieden. Während die anderen Gebiete der früheren Österreichischen Niederlande sowie das Hochstift Lüttich, Teile des Herzogtums Bouillon und die Fürstabtei Stablo-Malmedy (→ zukünftiges Belgien) mit den nördlichen Niederlanden zum Vereinigten Königreich der Niederlande vereinigt wurden, wurde das Luxemburger Gebiet zu einem neuen Staat mit der Bezeichnung Großherzogtum erhoben und fortan in Personalunion vom niederländischen König Wilhelm I. regiert. Darüber hinaus wurde dieses Großherzogtum in den Deutschen Bund integriert, sodass Preußen in der Festungsstadt Luxemburg das Garnisonsrecht ausüben konnte. Auf dem Wiener Kongress wurde ebenfalls das bis dahin zur Luxemburger Herrschaft gehörende Bitburger Land (im Wesentlichen der Kreis Bitburg, wie er bis 1970 existierte) abgetrennt und in die neu gegründete preußische Rheinprovinz eingegliedert.

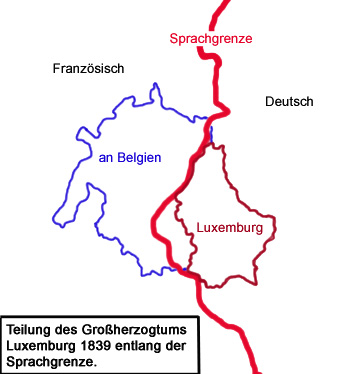
Karte der Teilung Luxemburgs

1830 beteiligten sich die meisten Luxemburger an der Belgischen Revolution gegen die Willkürherrschaft des niederländischen Königs. Zu diesem Zeitpunkt umfasste das Land das heutige Luxemburg und die jetzt belgische „Province de Luxembourg“. Der Großteil der Bevölkerung wollte dem neu entstandenen, liberalen Königreich Belgien angehören. Der niederländische König machte allerdings seine Besitzansprüche in Luxemburg geltend, so dass nach Jahren von Kampf und internationalen Verhandlungen mit dem Abschluss der Londoner Konferenz (1838–1839) die romanische (französischsprachige) Westhälfte an Belgien abgetreten wurde und der Rest in Personalunion bei den Niederlanden sowie im Deutschen Bund verblieb. Die Teilung sollte prinzipiell entlang der deutsch-französischen Sprachgrenze verlaufen, wodurch das Luxemburger Land seiner Doppelsprachigkeit entledigt wurde.

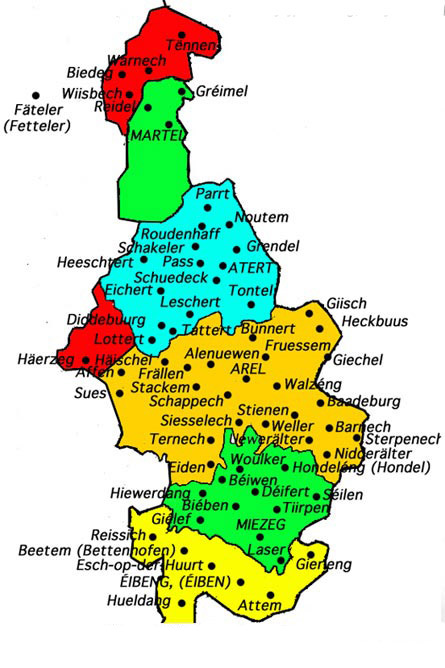
Areler Land

Einen Sonderfall bildete hierbei das Areler Land, das trotz seiner deutsch- bzw. luxemburgischsprechenden Bevölkerung Belgien angegliedert wurde, weil Frankreich im Rahmen der Verhandlungen darauf pochte, dass die strategisch wichtige Straße von Longwy (F) über Arlon und Bastnach nach Lüttich respektive Brüssel zum „neutralen“ belgischen Staat gehören sollte und nicht zum Rest-Großherzogtum, das ja weiterhin zum Deutschen Bund gehörte (bis 1866). Abgesehen davon war Arlon von 1830 bis 1839 „provisorischer Hauptort“ der Provinz Luxemburg gewesen, da in der Hauptstadt des Großherzogtums preußisches Militär dafür sorgte, dass die Stadtluxemburger ihrem Großherzog Wilhelm I. die Treue hielten.
- Literatur: Edouard M. Kayser, Irgendwo zwischen Wien und London … – Das Großherzogtum Luxemburg von 1815 bis 1867. Verlag St.-Paulus, Luxemburg 1990 (aus dem Französischen übersetzt).

Erst jetzt konnte sich das Luxemburgische zu einem Nationalsymbol entwickeln, da es nun das ganze Land umfasste.
Ein nationales Bewusstsein entstand aber eher zögerlich. Luxemburgisch-Deutsch war in dieser Zeit die Sprache des Volkes. Bis Ende des 19. Jahrhunderts gab es zudem einige Abgeordnete, die für einen Zusammenschluss mit Belgien warben. Ohne diese Teilung wäre der luxemburgische Dialekt vielleicht zugunsten des Französischen verdrängt worden, da der Großteil der west-luxemburgischen Bevölkerung romanische Dialekte bzw. Französisch als Muttersprache hatte.

### 1848 bis 1918
In der ersten Verfassung des Landes (1848) wurde Luxemburgisch nicht erwähnt, für den offiziellen Sprachgebrauch gab es Wahlfreiheit zwischen Deutsch und Französisch. Noch im Dezember 1896 wurde in der Abgeordnetenkammer ein Vorschlag von C. M. Spoo abgelehnt, Luxemburgisch als eigenständige Sprache anzuerkennen.
Erst durch die Entdeckung des Eisenerzes und die Industrialisierung des Südens entstanden Stahlkonzerne, die dem Staat erstmals zu Wohlstand verhalfen. Dieser Aufschwung förderte den Stolz der Bevölkerung, und sie begann, sich als eigenständige Nation zu fühlen. Die Besetzung durch die deutschen Truppen im Ersten Weltkrieg (1914–1918) verstärkte dieses Gefühl nochmals und schuf endgültig den Wunsch nach nationaler Unabhängigkeit.

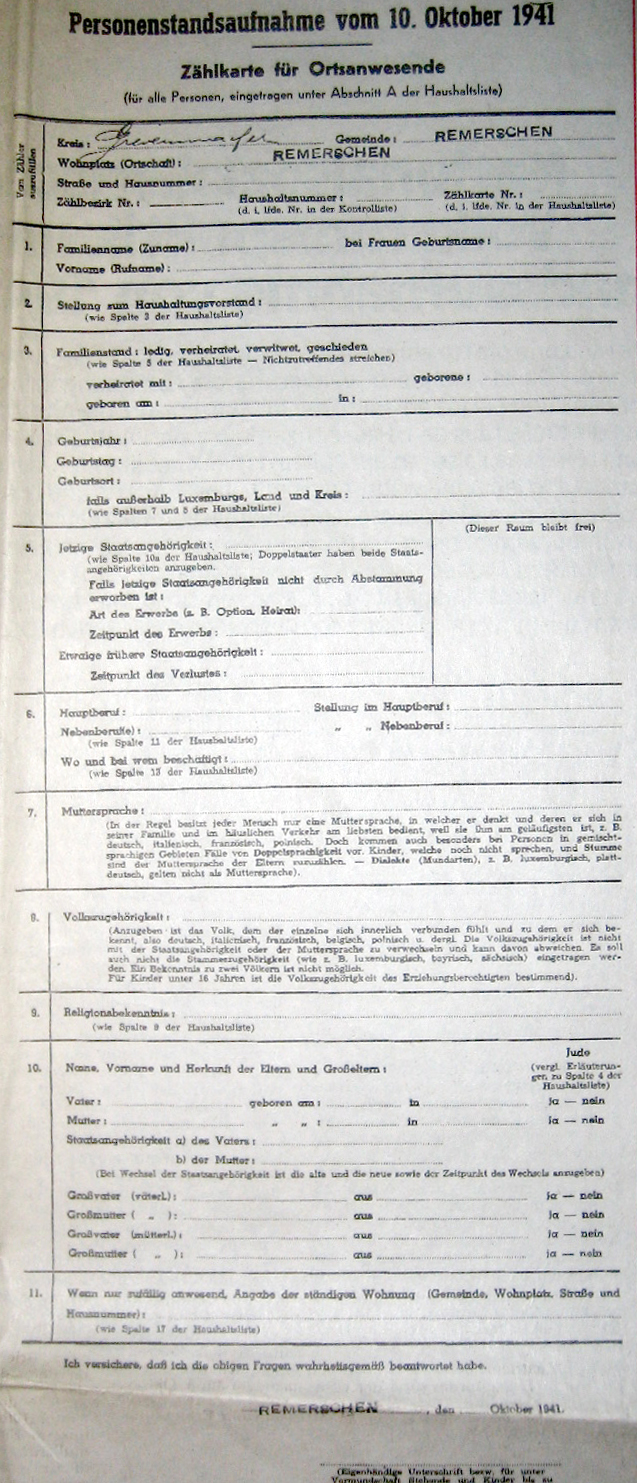
Fragebogen der Personenstandsaufnahme vom 10. Oktober 1941

### Der Zweite Weltkrieg
Bis zum Zweiten Weltkrieg war Lëtzebuergesch die Mutter- und Umgangssprache der Luxemburger. Dies änderte sich während der Besatzungszeit im Zweiten Weltkrieg, als der Gauleiter Gustav Simon im Auftrag von Hitler versuchte, die Luxemburger als „Teil des deutschen Volkskörpers“ freiwillig in das Deutsche Reich einzugliedern. Dazu wurden alle französischen Wörter und Bezeichnungen eingedeutscht, um so auch den französischen Sprach- und Kultureinfluss zurückzudrängen. Zwar wurde der Gebrauch des Lëtzebuergeschen nicht verboten, aber alle öffentlichen Kundgebungen, Schreiben und Dokumente mussten in der hochdeutschen Amtssprache verfasst werden, und in den Schulen wurde nur noch in der hochdeutschen Amtssprache unterrichtet. Französische Vor- und Nachnamen wurden eingedeutscht (z. B. wurde aus dem Namen Louis Ludwig usw.). Diese Maßnahmen führten zwar zu Missmut unter der Bevölkerung, aber nur mit der Muttersprache Lëtzebuergesch konnte man seine Abneigung gegen das Besatzungsregime bekunden.
In der Personenstandsaufnahme am 10. Oktober 1941 wurden die Luxemburger nach ihrer Staatsangehörigkeit, ihrer Muttersprache („Dialekte (Mundarten), z. B. luxemburgisch, plattdeutsch, gelten nicht als Muttersprache“) und Volkszugehörigkeit gefragt. Mit dem Ergebnis dieser Befragung sollte den Luxemburgern ihre deutsche Herkunft verdeutlicht werden, um sie so besser in das Deutsche Reich eingliedern zu können. Stichproben ergaben allerdings, dass das Resultat nicht den Vorstellungen der Besatzer entsprach, so dass das Referendum abgesagt und damit der offensichtliche Widerstand der Bevölkerung gestärkt wurde.

### Nachkriegszeit bis heute
Die Erlebnisse des Zweiten Weltkriegs und insbesondere die zwanghafte „Verdeutschung“ alles Französischen in Luxemburg förderten die vermehrte Aufnahme französischer Ausdrücke in die luxemburgische Sprache und festigten das Lëtzebuergesche als nationales Symbol der Luxemburger. Ein nach der Befreiung von 1944 unternommener Versuch, das Luxemburgische durch Einführung einer lautgetreuen Orthographie Luxembourgeoise Officielle (OLO) rechtschreiblich von der deutschen Amtssprache abzukoppeln und so auch äußerlich als eigenständige Nationalsprache zu gestalten, scheiterte. Soweit in Büchern und Periodika das Luxemburgische als Schriftsprache verwendet wurde, hielt man sich in der Regel auch weiterhin an traditionelle im 19. und frühen 20. Jahrhundert hauptsächlich für lyrische und epische Literatur in Gebrauch gekommene Rechtschreibvarianten, die sich mehr oder minder eng an das als Schriftsprache vertraute Hochdeutsch anlehnten. Die luxemburgische Regierung trug dieser Tendenz Rechnung, indem sie 1976 die unbeliebte OLO aufgab und eine luxemburgische Schulorthographie einführte, die sich wieder stärker an hochdeutschen Schreibkonventionen orientierte, einschließlich „typisch“ deutscher Spracheigenschaften wie der Groß- und Kleinschreibung.
Durch die Anwerbung italienischer (um die Jahrhundertwende) und portugiesischer Bürger (1960er Jahre) als Arbeitsmigranten, die Entstehung des Bankenwesens und die Politik der Grenzgänger seit Anfang der 1990er Jahre wurde Luxemburg zusehends zum Einwanderungsland und zu einer multiethnischen Gesellschaft (ca. 39 % ausländischer Herkunft), in der viele Sprachen gesprochen werden. Neben Lëtzebuergesch dient vor allem das Französische als lingua franca zur Verständigung zwischen Autochthonen und Migranten in Luxemburg.
Um die luxemburgische Identität zu wahren, werden sich die Luxemburger der kulturellen Bedeutung ihrer Sprache immer bewusster. Luxemburgisch wird vermehrt durch den Staat und in den Massenmedien gefördert. Die neuen Medien tragen dazu bei, dass auch Jugendliche vermehrt auf Luxemburgisch schreiben (z. B. in SMS oder in sozialen Netzwerken). Nach einer Studie des Eurobarometer 2005 gaben 73 % der einheimischen Luxemburger an, Luxemburgisch als Muttersprache zu sprechen.
Eine luxemburgische Eigenart ist, dass in manchen Geschäften des Landes damit geworben wird, dass man bei ihnen auch Luxemburgisch spricht, zumal in vielen Geschäften fast ausschließlich Grenzgänger aus Belgien und Frankreich arbeiten und diese ausschließlich in ihrer französischen Muttersprache kommunizieren.

### Entstehung der Schriftsprache
Die ersten Schriftstücke in Luxemburger Mundart entstanden in der Zeit zwischen 1815 und 1839, als Luxemburg sich schrittweise zu einem unabhängigen Staat entwickelte. Vor dem geschichtlichen Hintergrund zahlreicher nationalstaatlicher Bewegungen in den europäischen Nachbarländern (u. a. belgische Revolution) kam es auch in Luxemburg zu einem immer stärkeren Bewusstsein der Eigenständigkeit des Landes. Im Bereich der Wissenschaft und Literatur zeigten sich diese Tendenzen ebenfalls, unter anderem mit der Gründung von Gelehrtenvereinigungen wie dem Königlich-Großherzoglichen Institut (dem heutigen Institut Grand-Ducal) wo sich erstmals luxemburgische Akademiker und Schriftsteller zusammenfinden und austauschen konnten. In diesem Umfeld entstand dann auch schnell der Wunsch eines Ausbaus der Literatur mit einem Bezug zu Luxemburg, wofür sich eine Verschriftlichung der lokalen Mundart anbot.
Als erstes literarisches Werk in luxemburgischer Sprache wird das von Antoine Meyer im Jahre 1829 veröffentlichte Buch E’ Schrek ob de’ Lezeburger Parnassus angesehen.
Zu dieser Zeit wurde die in Luxemburg gesprochene Mundart noch nicht als eigene Sprache angesehen, und folglich gab es auch keine Normen bezüglich der Rechtschreibung und Orthographie. So war es üblich, dass die Autoren im Vorwort ihrer Veröffentlichungen ihre individuellen orthographischen Regeln erläuterten, mit welchen sie die Lautformen transkribierten. Diese orientierten sich oft an der Lautschrift oder an der deutschen Orthographie.
So schrieb Antoine Meyer etwa:
| Originaltext | Text nach heutiger Orthographie | Deutsche Übersetzung |
| --- | --- | --- |
| Den f an de’ w hun ech gebraucht entweeder wa’ mein’ Oher d’Toenn, bezeechent durech dé zwee Bustaave', gefillt hoiet oder wa’ Wiirder, wòvun as den Haapttòn sech am deitsche’ befennt, an dezer Sprooch mat dem f oder dem w orthographiéert sen. | Den f an de w hunn ech gebraucht entweeder wa mäin Ouer d’Téin, bezeechent duerch déi zwee Buschtawe gefillt huet oder wa Wierder, wouvun sech den Haapttoun am Däitsche befënnt, an dëser Sprooch mat dem f oder w orthograféiert sinn. | Das f und das w habe ich benutzt, entweder wenn mein Ohr die Töne, welche durch diese beiden Buchstaben dargestellt werden, gefühlt hat oder wenn Wörter, deren Hauptton sich im Deutschen wiederfindet, in dieser Sprache mit einem f oder w geschrieben werden. |

Einen ersten Versuch einer einheitlichen Schreibweise unternahm der Autor Edmond de la Fontaine (genannt Dicks), der als Vorreiter des luxemburgischsprachigen Theaters gilt, in seinem 1855 veröffentlichten Buch Versuch über die Orthographie der luxemburger deutschen Mundart. Dicks’ Regeln setzten in vielen Bereichen auf diakritische Zeichen über einem oder mehreren Buchstaben um eine Lautdehnung oder einen Diphthong auszudrücken, was das Schreiben und Drucken von Texten erschwert. Die Orthographie nach Dicks setzte sich daher nur begrenzt durch.
Bis zur Vereinheitlichung der Orthografie gab es daher eine Vielfalt verschiedener Schreibweisen, die sich von Autor zu Autor teils grundlegend unterschieden.
Erstmals gesetzlich festgehalten wurde die Orthografie der Luxemburger Sprache im Jahre 1946 mit der Einführung der "OLO - Ofizièl lezebuurjer ortografi". Diese Schreibweise befolgt eine strikt phonetische Methodik und stützt sich nur selten auf die Orthografie der deutschen Sprache. Ende des Zweiten Weltkrieges spielte auch sicherlich das Bestreben eine Rolle, die Luxemburgische Sprache so weit wie möglich von der Sprache der deutschen Besatzer abzugrenzen. Diese teils extreme Verfremdung des Schriftbilds verwandter deutscher Wörter führt allerdings oft dazu, dass der Sinn eines Wortes nur schwer ersichtlich ist. Die OLO war daher wenig beliebt und wurde sogar in formalen Kontexten, wie beispielsweise Schulbüchern, oft nicht aufgegriffen.
Die heutige Orthografie basiert auf einem Konzept des Sprachwissenschaftlers Robert Bruch und wurde erstmals 1955 veröffentlicht. Sie ist an die deutsche Orthografie angelehnt, mit Anpassungen für alle spezifisch luxemburgischen Laute und Tonfolgen. Die offizielle Anerkennung folgte per Erlass am 10. Oktober 1975, mit Reformen in den Jahren 1999 und 2019.
In den Jahren 2000 bis 2002 hat der luxemburgische Linguist Jérôme Lulling eine Datenbank mit 125.000 Wortformen für die erste luxemburgische Rechtschreibprüfung entwickelt (Projekt CORTINA).
Im Jahr 2007 wurde das Luxemburger Onlinewörterbuch (LOD - Lëtzebuerger Online Dictionnaire) erstmals veröffentlicht. Diese Datenbank dient heute weitestgehend als Standardwerk der luxemburgischen Sprache.

## Orthografie
Eine einheitliche und verbindliche Orthografie wurde im November 1976 durch Erlass eingeführt und 1999 und 2019 reformiert.
Für die luxemburgische Schriftsprache wird das lateinische Alphabet verwendet, ergänzt um die Buchstaben ä, ë und é; ö und ü kommen fast ausschließlich in aus dem Schriftdeutschen unverändert übernommenen Wörtern vor. Einige Wörter wurden auch unverändert aus der französischen Sprache übernommen.
Die luxemburgische Sprache kennt die Umlaute ä (IPA: /⁠æ⁠/), ü (IPA: /⁠y⁠/), ë (IPA: /⁠ɘ⁠/) (früher ö, IPA: /⁠œ⁠/) und é (IPA: starkes /⁠e⁠/). Das für die luxemburgische Sprache charakteristische ë ersetzt das früher viel benutzte ö (Entlabialisierung); es wird als eo (anstatt oe) umschrieben. Das aus dem Französischen stammende é ist im Gegensatz zum deutschen e immer gespannt. Genau wie im Schweizer Hochdeutsch gibt es im Luxemburgischen kein ß; dieses wird wie dort durch ein Doppel-s (ss, IPA: /⁠s⁠/) ersetzt.
Vokale werden lang ausgesprochen, wenn sie doppelt geschrieben werden. Alle Vokale werden verdoppelt. So wird das i [i] in der Verdopplung nicht zu ie, wie im Deutschen, sondern zu ii [iː]

## Wortschatz
Die meisten luxemburgischen Wörter sind mit dem Deutschen verwandt. Diese Wörter kann man dann auch oft in etwas anderer Form im Hochdeutschen wiederfinden.
Es gibt jedoch auch Wörter, die nicht im Standarddeutschen existieren, aber in anderen deutschen Mundarten vorkommen, wie z. B. Gromperen (Kartoffeln).
Zahlreiche Wörter sind unterdessen ausschließlich im Luxemburgischen zu finden, wie z. B. barlucken ‚schielen‘. Das Luxemburgische besitzt außerdem eine sehr große Anzahl an Redewendungen, die nicht in anderen Sprachen zu finden sind.
Schließlich gibt es einige wenige Wörter, die eine Verwandtschaft mit dem Niederländischen vorweisen (z. B. Geck (niederländisch: gek) ‚Verrückter, Narr‘; de Geck maachen (niederländisch: gek doen) ,scherzen, albern‘). Bemerkenswert ist die Wendung wann ech gelift ‚bitte‘.
Das Luxemburgische wird seit jeher durch starke französische Einflüsse geprägt:

### Französische Einflüsse
Obwohl das Luxemburgische allgemein als moselfränkische Mundart bezeichnet wird, unterscheidet es sich in einem Punkt erheblich von den letztgenannten Dialekten. Im Laufe der Zeit hat sich nämlich eine Vielzahl von französischen Wörtern in das Luxemburgische integriert, sogar grundlegende Wörter wie Merci (Danke) oder Pardon (Entschuldigung) sind französischstämmig. Diese Einflüsse haben sich sicherlich nach der Einverleibung Luxemburgs in das Reich Napoleons erheblich verstärkt und halten bis heute, schon mehr als 150 Jahre nach Erlangung der Unabhängigkeit, an. Viele Wörter, die erst in den letzten 200 Jahren entstanden sind, sind deshalb französischen Ursprungs.
Bsp. Camion = Lastwagen / Lavabo = Spülbecken / Frigo = Kühlschrank / Gare = Bahnhof usw.
Es gibt zwei Arten von französischstämmigen Ausdrücken:
Solche, die sich schon eingebürgert haben:
- Bsp. fëmmen = fumer = rauchen / Forchette = fourchette = Gabel / Fotell = fauteuil = Sessel / Lastique = élastique = Gummiband / picken = piquer = stechen, jucken / prett = prêt = bereit / Suen = sous = Geld / Tirrang = tiroir = Schublade / Vakanz = vacances = Urlaub usw.

Solche, die unverändert aus dem Französischen kommen, die aber oft anders betont werden als im Französischen:
- Bsp. Accident = Unfall / Cadeau = Geschenk / Enveloppe = Umschlag / Glace = Eis(creme) / Goût = Geschmack / Jus = Saft / mauve = lila / Pneu = Autoreifen / Poulet = Hähnchen / Rideau = Vorhang / Valise = Koffer usw.

Des Weiteren gibt es zusammengesetzte Wörter, die aus einem deutschstämmigen und einem französischstämmigen Wort bestehen. Es gibt auch einige wenige, die aus zwei französischstämmigen Wörtern gebildet werden. Alle diese zusammengesetzten Wörter besitzen jedoch eine deutsche Konstruktion.
Bsp. Deutsch – Französisch:
- Haaptplat (Hauptgericht): haapt = haupt / Plat = Gericht
- Fussballsterrain (Fußballfeld): Fussball = Fußball / Terrain = Spielfeld
- Bréifboîte (Briefkasten): Bréif = Brief / Boîte = Kasten

Bsp. Französisch – Französisch
- Veloscourse (Radrennen): Velo = Fahrrad / Course = Rennen
- Coursevelo (Rennrad)
- Comitésmember (Vorstandsmitglied): Comité = Vorstand / Member (französisch membre) = Mitglied

In manchen Fällen können sowohl ein französisches als auch ein deutsches Lehnwort synonym verwendet werden.
| Deutsch    | Französisch | Synonyme luxemburgische Lehnwörter |
| ---------- | ----------- | ---------------------------------- |
| bedrohen   | menacer     | bedreeën, menacéieren              |
| verbessern | corriger    | verbesseren, corrigéieren          |
| Einladung  | invitation  | Aluedung, Invitatioun              |

### Neologismen
Die neuesten Neologismen stammen aus dem Englischen aus den Bereichen der modernen Telekommunikation und Computertechnik. Jérôme Lulling analysierte diese Neologismen in seiner Dissertation 2002 und untersuchte sie auf Mutation und Semantik. Er dokumentierte, wie das Internet durch Chaträume und E-Mails und die Mobiltelefonie durch SMS das Luxemburgische stark prägten.

## Grammatik

### Syntax
Der Satzbau (Syntax) wird wie im Deutschen durch die Verbzweitstellung charakterisiert:
Ech spille Foussball.
Am Summer spillen ech Foussball.
Gëschter hunn ech Foussball gespillt.
Wéini spills du Foussball?
Im Nebensatz ist die grundsätzliche Satzordnung SOV:
De Mëtteg spillen ech Foussball, wann et nom Iessen net méi reent.

### Substantive und Pronomina
Der grammatikalische Kasus wird im Luxemburgischen wie im Hochdeutschen durch den Artikel den/en, Demonstrativ- sowie Possessivpronomen, z. B. mäin (deutsch: mein), dësen (deutsch: diesen), keen (deutsch: kein) und Attribute angezeigt. Im Luxemburgischen kennt man bei Substantiven und Adjektiven noch drei Fälle: den Akkusativ, der die Funktion des Nominativs übernommen hat, den Dativ und, in einigen Ausdrücken, den Genitiv. Vom Nominativ bleiben lediglich versteinerte Nominalphrasen, zum Beispiel der Däiwel (deutsch: zum Teufel) oder eiser Härgott (deutsch: unser Herrgott).
Da der Genitiv nicht ausgeprägt ist, wird die possessive Satzkonstruktion mit dem Dativ gebildet, was im Deutschen oft mit „Genitivumschreibung“ und im Englischen mit periphrastic genitive umschrieben wird. Seltene Ausnahmen sind hier Redewendungen wie:
- Ufanks der Woch (deutsch: Anfangs der Woche)
- Enn des Mounts (deutsch: Ende des Monats)

Eine Besonderheit des Luxemburgischen ist die häufige Ergänzung der Familiennamen durch -s, -sen oder -schen vor dem Vornamen, wodurch ein Genitiv gebildet wird. Diese Form ist auch im Deutschen gebräuchlich, allerdings eher in einer gehobenen Ausdrucksweise.
Bei Singular und Plural ist der Singular unmarkiert, das heißt, es gibt nur eine Pluralendung, jedoch keine Singularendung. Im Plural wird zwischen den Geschlechtern nicht unterschieden.
|                     | Nominativ | Akkusativ | Dativ       |
| 1 Singular          | ech       | mech      | mir (mer)   |
| 2 Singular          | du (de)   | dech      | dir (der)   |
| 3 Singular männlich | hien (en) | hien (en) | him (em)    |
| 3 Singular sächlich | hatt (et) | hatt (et) | him (em)    |
| 3 Singular weiblich | si (se)   | si (se)   | hir (er)    |
| 1 Plural            | mir (mer) | äis / eis | äis / eis   |
| 2 Plural            | dir (der) | iech      | iech        |
| 3 Plural            | si (se)   | si (se)   | hinnen (en) |

Es gibt im Luxemburgischen drei grammatische Geschlechter (Genera): männlich, weiblich und sächlich. Die entsprechenden Formen des bestimmten Artikels sind wie folgt: männlich: deen, kurz: den, weiblich: déi, kurz: d’ und sächlich: dat, kurz: d’. Das grammatische Geschlecht ist im Luxemburgischen gleich demjenigen in der jeweiligen Hochsprache, aus der es übernommen wurde. Beispiele: d’Gare (fr. la gare, dt. der Bahnhof), d’Bréck (fr. le pont, dt. die Brücke). Das Geschlecht stimmt wie in anderen Sprachen nicht immer mit dem natürlichen Geschlecht (Sexus) überein. Wie im Deutschen haben Wörter, die im Deutschen auf e enden, oft das weibliche Geschlecht, wie zum Beispiel: d’Kaz (dt. die Katze), d’Bei (dt. die Biene), d’Blumm (dt. die Blume).
Wie in verschiedenen anderen deutschen Dialekten, so unterscheidet sich auch im Luxemburgischen das Zahlwort „zwei“ je nach Genus des folgenden Substantivs, z. B. zwee Männer (zwei Männer [mask.]), aber zwou Fraen (zwei Frauen [fem.]).

#### Nominativ/Akkusativ
|                                     | Singular | Singular | Singular | Plural |      |
|                                     | männlich | sächlich | weiblich | Plural |      |
| bestimmter Artikel                  | den      | d’       | d’       | d’     |      |
| bestimmter Artikel, betont          | deen     | dat      | déi      | déi    | déi  |
| Demonstrativpronomen                | dësen    | dëst     | dës      | dës    | dës  |
| unbestimmter Artikel                | en       | en       | eng      | —      |      |
| Verneinung                          | keen     | keen     | keng     | keng   | keng |
| Possessivpronomen männlich/sächlich | säin     | säin     | seng     | seng   | seng |
| Possessivpronomen weiblich/plural   | hiren    | hiert    | hir      | hir    | hir  |

#### Dativ
|                                     | Singular | Singular | Singular | Plural |
|                                     | männlich | sächlich | weiblich | Plural |
| bestimmter Artikel                  | dem      | dem      | der      | den    |
| bestimmter Artikel, betont          | deem     | deem     | där      | deenen |
| Demonstrativpronomen                | dësem    | dësem    | dëser    | dësen  |
| unbestimmter Artikel                | engem    | engem    | enger    | —      |
| Verneinung                          | kengem   | kengem   | kenger   | kengen |
| Possessivpronomen männlich/sächlich | sengem   | sengem   | senger   | sengen |
| Possessivpronomen weiblich/plural   | hirem    | hirem    | hirer    | hiren  |

### Adjektive
Es gibt im Luxemburgischen attributive und prädikative Adjektive.
Der Komparativ ist im Luxemburgischen zumeist analytisch, das heißt, anders als im Deutschen, bleibt das Adjektiv selbst in der Regel unverändert und wird lediglich durch „méi“ (deutsch: mehr) ergänzt. Der Superlativ wird allerdings, wie im Deutschen auch, durch die Endung „-sten“ gebildet. Ausnahmen bilden hier wenige unregelmäßige Adjektive wie
- gutt, besser, am beschten (deutsch: gut, besser, am besten)
- vill, méi, am meeschten (deutsch viel, mehr, am meisten)
- wéineg, manner, am mannsten (deutsch: wenig, weniger (minder), am wenigsten (mindesten))

oder Ausdrücke wie:
- eng eeler Dame (deutsch: eine ältere Dame)
- eng gréisser Firma (deutsch: eine größere Firma)

### Verben
Wie im Deutschen gibt es auch im Luxemburgischen drei Verbkategorien. Schwache Verben verändern ihren Verbstamm nicht. Starke Verben können ihren Verbstamm im Präsens, Präteritum und im einfachen Konjunktiv verändern. Regelmäßige Verben enden auf -en. Einige enden auf -éieren. Diese sind absolut regelmäßig (weisen also keine Veränderungen auf) und stammen meist von französischen Verben ab.

#### Hilfsverben
Im Luxemburgischen gibt es vier Hilfsverben. Sie werden zur Bildung von Zeiten und der Diathese benötigt. Sie lauten hunn (haben), sinn (sein), wäerten (werden), ginn (werden). Wäerten wird für die Bildung des Futurs verwendet, während ginn für die Konstruktion des Passivs und des zusammengesetzten Konjunktivs verwendet wird.
|          |   | Indikativ Präsens | Indikativ Präteritum | Einfacher Konjunktiv | Imperativ |
| -------- | - | ----------------- | -------------------- | -------------------- | --------- |
| Singular | 1 | hun               | hat                  | hätt                 |           |
| Singular | 2 | hues              | has                  | häss                 | hief!     |
| Singular | 3 | huet              | hat                  | hätt                 |           |
| Plural   | 1 | hunn              | hatten               | hätten               |           |
| Plural   | 2 | hutt              | hat                  | hätt                 | hieft!    |
| Plural   | 3 | hunn              | hatten               | hätten               |           |

Das Partizip Perfekt lautet gehat.
|          |   | Indikativ Präsens | Indikativ Präteritum | Einfacher Konjunktiv | Imperativ |
| -------- | - | ----------------- | -------------------- | -------------------- | --------- |
| Singular | 1 | sinn              | war                  | wier                 |           |
| Singular | 2 | bass              | waars                | wiers                | sief      |
| Singular | 3 | ass               | war                  | wier                 |           |
| Plural   | 1 | sinn              | waren                | wieren               |           |
| Plural   | 2 | sidd              | waart                | wiert                | sieft     |
| Plural   | 3 | sinn              | waren                | wieren               |           |

Das Partizip Perfekt lautet gewiescht.
|          |   | Indikativ Präsens |
| -------- | - | ----------------- |
| Singular | 1 | wäert             |
| Singular | 2 | wäerts            |
| Singular | 3 | wäert             |
| Plural   | 1 | wäerten           |
| Plural   | 2 | wäert             |
| Plural   | 3 | wäerten           |

Das Hilfsverb wäerten gibt es nur in der Gegenwart.
|          |   | Indikativ Präsens | Indikativ Präteritum | Einfacher Konjunktiv | Imperativ |
| -------- | - | ----------------- | -------------------- | -------------------- | --------- |
| Singular | 1 | ginn              | gouf                 | géif                 |           |
| Singular | 2 | gëss              | goufs                | géifs                | gëff      |
| Singular | 3 | gëtt              | gouf                 | géif                 |           |
| Plural   | 1 | ginn              | goufen               | géifen               |           |
| Plural   | 2 | gitt              | gouft                | géift                | gitt      |
| Plural   | 3 | ginn              | goufen               | géifen               |           |

Das Partizip Perfekt ist ginn.

#### Regelmäßige Verben
|          |   | Indikativ Präsens | Indikativ Perfekt | Zusammengesetzter Konjunktiv | Imperativ  |
| -------- | - | ----------------- | ----------------- | ---------------------------- | ---------- |
| Singular | 1 | alaméieren        | hun alamért       | géif alaméieren              |            |
| Singular | 2 | alaméiers         | hues alamért      | géifs alaméieren             | alaméier!  |
| Singular | 3 | alaméiert         | huet alamért      | géif alaméieren              |            |
| Plural   | 1 | alaméieren        | hunn alamért      | géifen alaméieren            |            |
| Plural   | 2 | alaméiert         | hutt alamért      | géift alaméieren             | alaméiert! |
| Plural   | 3 | alaméieren        | hunn alamért      | géifen alaméieren            |            |

Das Perfekt wird mit Hilfe der Verben sinn (sein) und hunn (haben) im Präsens gebildet. Das Plusquamperfekt wird ebenfalls so gebildet, jedoch steht das Hilfsverb im Präteritum. Der Konjunktiv Präsens wird mit dem Hilfsverb ginn (werden) im einfachen Konjunktiv gebildet (Ähnlich wie im Deutschen würde). Der Konjunktiv Perfekt wird mit dem Hilfsverb hunn, dass im Konjunktiv steht gebildet. Das Futur wird mit dem Verb wäerten (werden) gebildet. Das Partizip entspricht manchmal dem Infinitiv, manchmal wird ein -ge an das Verb angehängt.
Es gibt noch ca. 30 Wörter, die ein Präteritum und einen einfachen Konjunktiv durch Vokalwechsel und Einfügen eines -t- bilden. Alle Hilfsverben (außer wäerten) und alle Modalverben bilden noch ein Präteritum und Konjunktiv aus. Viele Verbformen, die ein Präteritum bzw. einen Konjunktiv ausbilden, werden trotzdem nur noch selten bis gar nicht mehr gebraucht (vgl. Deutsch backen -> buk oder backte).

#### Modalverben
Wie im Deutschen gibt es auch im Luxemburgischen Modalverben. Sie lauten däerfen (dürfen), kënnen (können), mussen/missen (müssen), net brauchen (nicht brauchen, nicht müssen), sollen (sollen), wäerten (wie in der deutschen Umgangssprache "das wird er schon gemacht haben"), wëllen (wollen).
|          |   | Indikativ Präsens | Einfacher Konjunktiv |
| -------- | - | ----------------- | -------------------- |
| Singular | 1 | brauch net        | bräicht net          |
| Singular | 2 | brauchs net       | bräichts             |
| Singular | 3 | brauch net        | bräicht              |
| Plural   | 1 | brauchen net      | bräichten net        |
| Plural   | 2 | braucht net       | bräicht net          |
| Plural   | 3 | brauchen net      | bräichten net        |

|          |   | Indikativ Präsens | Indikativ Präteritum | Einfacher Konjunktiv |
| -------- | - | ----------------- | -------------------- | -------------------- |
| Singular | 1 | däerf             | duerft               | dierft               |
| Singular | 2 | däerfs            | duerfts              | dierfts              |
| Singular | 3 | däerf             | duerft               | dierft               |
| Plural   | 1 | däerfen           | duerften             | dierften             |
| Plural   | 2 | däerft            | duerft               | dierft               |
| Plural   | 3 | däerfen           | duerften             | dierften             |

|          |   | Indikativ Präsens | Indikativ Präteritum | Einfacher Konjunktiv |
| -------- | - | ----------------- | -------------------- | -------------------- |
| Singular | 1 | kann              | konnt                | kënnt                |
| Singular | 2 | kanns             | konnts               | kënnts               |
| Singular | 3 | kann              | konnt                | kënnt                |
| Plural   | 1 | kënnen            | konnten              | kënnten              |
| Plural   | 2 | kënnt             | konnt                | kënnt                |
| Plural   | 3 | kënnen            | konnten              | kënnten              |

|          |   | Indikativ Präsens | Indikativ Präteritum | Einfacher Konjunktiv |
| -------- | - | ----------------- | -------------------- | -------------------- |
| Singular | 1 | muss              | musst                | misst                |
| Singular | 2 | muss              | musst                | misst                |
| Singular | 3 | muss              | musst                | misst                |
| Plural   | 1 | missen            | mussten              | missten              |
| Plural   | 2 | musst             | musst                | misst                |
| Plural   | 3 | missen            | mussten              | missten              |

|          |   | Indikativ Präsens | Indikativ Präteritum | Einfacher Konjunktiv |
| -------- | - | ----------------- | -------------------- | -------------------- |
| Singular | 1 | soll              | sollt                | sollt                |
| Singular | 2 | solls             | sollts               | sollts               |
| Singular | 3 | soll              | sollt                | sollt                |
| Plural   | 1 | sollen            | sollten              | sollten              |
| Plural   | 2 | sollt             | sollt                | sollt                |
| Plural   | 3 | sollen            | sollten              | sollten              |

|          |   | Indikativ Präsens | Indikativ Präteritum | Einfacher Konjunktiv |
| -------- | - | ----------------- | -------------------- | -------------------- |
| Singular | 1 | wëll              | wollt                | wéilt                |
| Singular | 2 | wëlls             | wollts               | wéilts               |
| Singular | 3 | wëll(t)           | wollt                | wéilt                |
| Plural   | 1 | wëllen            | wollten              | wéilten              |
| Plural   | 2 | wëllt             | wollt                | wéilt                |
| Plural   | 3 | wëllen            | wollten              | wéilten              |

Wäerten wird wie das Hilfsverb konjugiert.

## Phonetik

### Konsonanten
In Klammern steht das IPA-Zeichen.
|                        | bilabial | bilabial | labio-dental | labio-dental | alveolar | alveolar | post-alveolar | post-alveolar | alveolopalatal | alveolopalatal | palatal | palatal | velar | velar  | uvular | uvular | glottal | glottal |
| ---------------------- | -------- | -------- | ------------ | ------------ | -------- | -------- | ------------- | ------------- | -------------- | -------------- | ------- | ------- | ----- | ------ | ------ | ------ | ------- | ------- |
| stl.                   | sth.     | stl.     | sth.         | stl.         | sth.     | stl.     | sth.          | stl.          | sth.           | stl.           | sth.    | stl.    | sth.  | stl.   | sth.   | stl.   | sth.    |         |
| Plosive                | p [p]    | b [b]    |              |              | t [t]    | d [d]    |               |               |                |                |         |         | k [k] | g [ɡ]  |        |        | [ʔ]     |         |
| Nasale                 |          | m [m]    |              |              |          | n [n]    |               |               |                |                |         |         |       | ng [ŋ] |        |        |         |         |
| Vibranten              |          |          |              |              |          |          |               |               |                |                |         |         |       |        |        | r [ʀ]  |         |         |
| Frikative              |          |          | f [f]        | w [v]        | s [s]    | s [z]    | sch [ʃ]       | sch [ʒ]       | [ɕ]            | [ʑ]            |         |         |       |        | ch [χ] | r [ʁ]  | h [h]   |         |
| Approximanten          |          |          |              |              |          |          |               |               |                |                |         | j [j]   |       | w [w]  |        |        |         |         |
| laterale Approximanten |          |          |              |              |          | l [l]    |               |               |                |                |         |         |       |        |        |        |         |         |

#### Aussprachemöglichkeiten des g
| Phoneme | Allophone | Vorkommen                          | Voraussetzung                                                         | Beispiel  | IPA          | Übersetzung      |
| ------- | --------- | ---------------------------------- | --------------------------------------------------------------------- | --------- | ------------ | ---------------- |
| /ɡ/     | [k]       | Französische und Deutsche Wörter   | Am Wortende                                                           | Drog      | [dʀoːk]      | Droge            |
| /ɡ/     | [ɡ]       | Luxemburgische und deutsche Wörter | Am Anfang des Wortstammes                                             | géi       | [ɡəɪ̯]        | gehen            |
| /ɡ/     | [ɡ]       | einige deutsche Wörter             | Im Wortstamme                                                         | Drogen    | [ˈdʀoːɡən]   | Drogen           |
| /ɡ/     | [ɡ]       | Französische Wörter                | Am Anfang oder im Wortstamme vor einem a, o, u oder eines Konsonanten | Negatioun | [neɡɑˈsjəʊ̯n] | Negation         |
| /ʃ/     | [ʃ]       | Französische Wörter                | Am Wortende vor einem stummen e                                       | Plage     | [plaːʃ]      | Strand           |
| /ʒ/     | [ʒ]       | Französische Wörter                | Am Anfang und im Wortstamme vor e, i oder y                           | originell | [oʀiʒiˈnæl]  | original         |
| /χ/     | [χ]       | Luxemburgische und deutsche Wörter | Am Wortende nach vorderen Vokalen                                     | Dag       | [daːχ]       | Tag              |
| /χ/     | [ɕ]       | Luxemburgische und deutsche Wörter | Am Wortende nach nicht-vorderen Vokalen und Konsonanten               | bëlleg    | [ˈbələɕ]     | billig, günstig  |
| /ʁ/     | [ʁ]       | Luxemburgische und deutsche Wörter | Im Wortstamme nach vorderen Vokalen                                   | Lager     | [ˈlaːʁɐ]     | Lager            |
| /ʁ/     | [ʑ]       | Luxemburgische und deutsche Wörter | Im Wortstamme nach nicht-vorderen Vokalen und Konsonanten             | Verfügung | [fɐˈfyːʑuŋ]  | Verfügung        |
| /ʁ/     | [j]       | Luxemburgische und deutsche Wörter | In der unbetonten Stelle /eʁe/ ([əjə]) und /eʁɐ/ ([əjɐ])              | bëllegen  | [ˈbələjən]   | billig (gebeugt) |

### Vokale
|                 | vorne  | vorne | zentral | zentral | hinten | hinten |
| ung.            | ger.   | ung.  | ger.    | ung.    | ger.   |        |
| geschlossen     | i [i]  | ü [y] |         |         |        | u [u]  |
| halbgeschlossen | é [e]  | ö [ø] |         |         |        | o [o]  |
| mittel          |        |       | ë [ə]   | ë [ə]   |        |        |
| halboffen       | e [ɛ]  | ö [œ] |         |         |        |        |
| fast offen      | ä [æ]  |       | er [ɐ]  | er [ɐ]  |        |        |
| offen           | aa [a] |       |         |         | a [ɑ]  |        |

[œ], [ø] und [y] kommen nur in deutschen und französischen Lehnwörtern vor.
Das e verkörpert [æ] und [ə].

Luxemburgische Vokale im Vokaltrapez

Doppelte Vokale werden lang ausgesprochen.

### Diphthonge
| IPA  | Schreibweise | Deutsche Entsprechung |
| ---- | ------------ | --------------------- |
| [iə] | ie           | ie                    |
| [ɜɪ] | éi           | äi, äj                |
| [æɪ] | äi           | äi, äj                |
| [ɑɪ] | ei           | ei                    |
| [uə] | ue           | ue                    |
| [əʊ] | ou           | oa (o wie in offen)   |
| [æʊ] | au           | äu                    |
| [ɑʊ] | au           | au                    |

Luxemburgische Diphthonge im Vokaltrapez

- Die Endpunkte der schließenden Diphthonge liegen eher nahe beieinander, eher wie [i, u] als [ɪ, ʊ].
- Die Startpunkte von /əɪ̯, əʊ̯/ sind typischerweise schwa-artig [ə], aber das erste Element von /əɪ̯/ kann eher ein zentraler Frontvokal sein [ë̞].
- Die Startpunkte von /æːɪ̯, æːʊ̯/, /ɑɪ̯, ɑʊ̯/ sowie /iə̯/ und /uə̯/ ähneln den entsprechenden kurzen Monophthongen [æ, ɑ, i, u].
- Die ersten Elemente von /æːɪ̯, æːʊ̯/ können in schneller Sprache oder in nicht betonten Silben phonetisch kurz sein [æ].
- Die zentrierenden Diphthonge enden im mittleren zentralen ungerundeten Bereich [ə].
- /oɪ̯/ erscheint nur in Lehnwörtern aus dem Standarddeutschen.
- Die Kontraste /æːɪ̯ - ɑɪ̯/ und /æːʊ̯ - ɑʊ̯/ ergaben sich aus einem früheren lexikalischen Tonkontrast: Die kürzeren /ɑɪ̯, ɑʊ̯/ wurden in Wörtern mit Akzent 1 verwendet, während die verlängerten /æːɪ̯, æːʊ̯/ in Wörtern mit Akzent 2 verwendet wurden.
- Zusätzliche phonetische Diphthonge entstehen nach der Vokalisierung von /ʀ/. Dies sind [iːə̯, uːə̯, oːə̯, ɛːə̯] mit [iːɐ̯, uːɐ̯, oːɐ̯, ɛːɐ̯] als möglichen Alternativen. Die Folge /aːʀ/ wird jedoch genauso wie langes /aː/ realisiert, es sei denn, ein Vokal folgt innerhalb desselben Wortes.
- In Lehnwörtern aus dem Standarddeutschen (wie Bad Dürkheim und Föhr) kommen auch [yːə̯] und [øːə̯] vor, wiederum mit [yːɐ̯] und [øːɐ̯] als möglichen Alternativen.[25]

## Sprachbeispiele
Allgemeine Erklärung der Menschenrechte, Artikel 1:
All Mënsch kënnt fräi a mat deer selwechter Dignitéit an dene selwechte Rechter op d’Welt. Jiddereen huet säi Verstand a säi Gewësse krut an soll an engem Geescht vu Bridderlechkeet denen anere géintiwwer handelen.

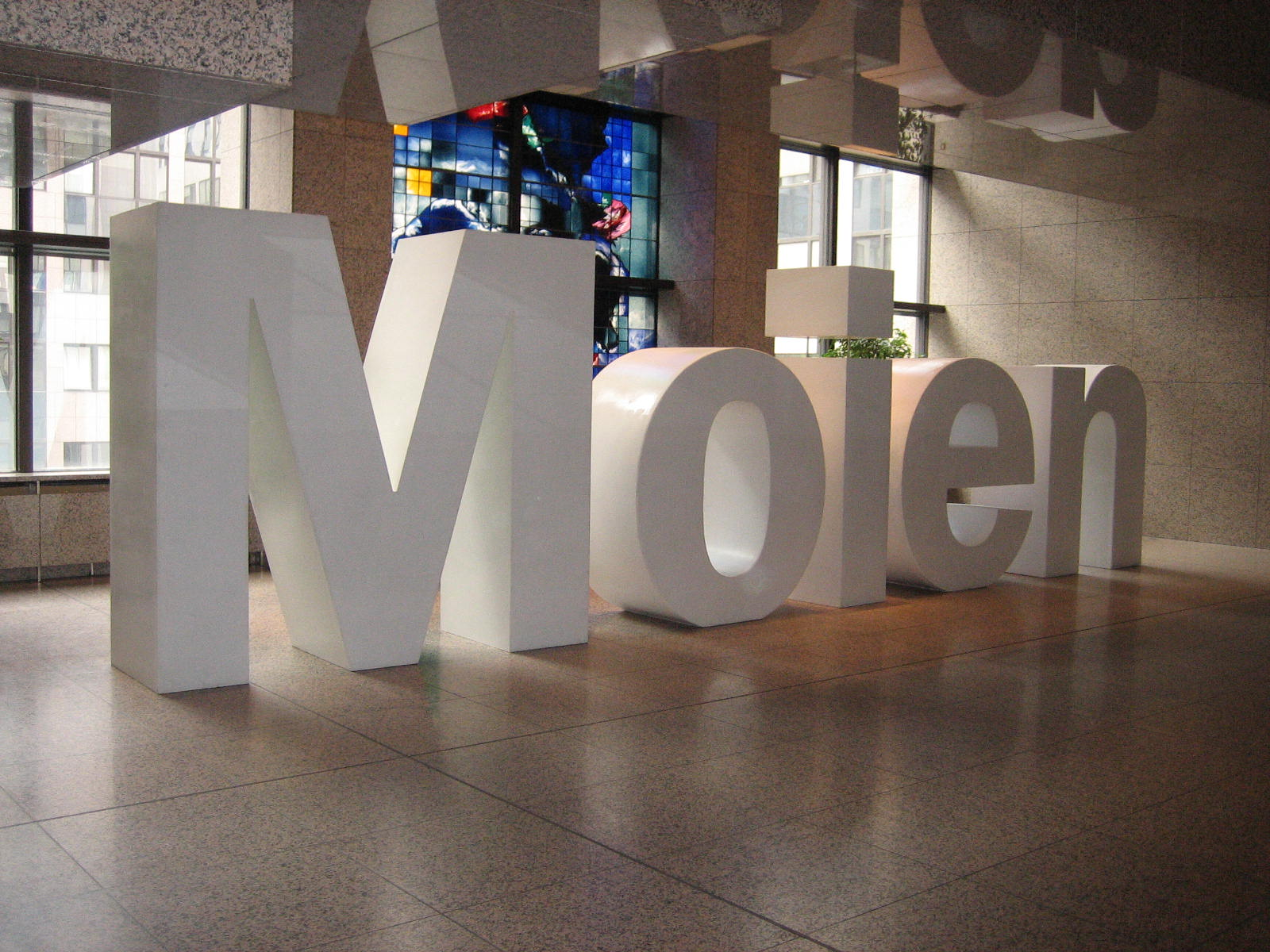
Moien (Luxemburgisch: "Hallo") im Justus-Lipsius-Gebäude während der Europäischen Präsidentschaft Luxemburgs

Alle Menschen sind frei und gleich an Würde und Rechten geboren. Sie sind mit Vernunft und Gewissen begabt und sollen einander im Geist der Brüderlichkeit begegnen.
| Luxemburgisch     | Standarddeutsch       | Französisch     |
| ----------------- | --------------------- | --------------- |
| moien             | guten Tag             | bonjour         |
| äddi              | ade                   | adieu           |
| wann ech gelift   | bitte                 | s’il vous plaît |
| merci             | danke                 | merci           |
| Lëtzebuerg        | Luxemburg, Lützelburg | Luxembourg      |
| jo                | ja                    | oui             |
| nee(n)            | nein                  | non             |
| dacks             | oft                   | souvent         |
| propper           | sauber                | propre          |
| Prabbli, Präbbeli | Regenschirm           | parapluie       |
| Forschett         | Gabel                 | fourchette      |
| Kanner            | Kinder                | enfants         |
| Strooss           | Straße                | rue             |
| Informatioun      | Information           | information     |
| Pabeier           | Papier                | papier          |
| Nanzeg            | Nancy, Nanzig         | Nancy           |
| Paräis            | Paris                 | Paris           |
| Bréissel          | Brüssel               | Bruxelles       |

Für die linguistische Klassifikation bedeutsame Wörter, die die Lage
des Luxemburgischen im Rheinischen Fächer definieren:
| Luxemburgisch                            | Standarddeutsch | Lage im Rheinischen Fächer       | nörd./südl. Wortpaar |
| ---------------------------------------- | --------------- | -------------------------------- | -------------------- |
| ech                                      | ich             | südlich der Uerdinger Linie      | ik/ich               |
| maachen                                  | machen          | südlich der Benrather Linie      | maken/machen         |
| Duerf (südlux.), Dooref (nordlux.)       | Dorf            | südlich der Bad Honnefer Linie   | Dorp/Dorf            |
| tëschent (südlux.), zwëschent (nordlux.) | zwischen        | auf der Linzer Linie             | tussen/zwischen      |
| op                                       | auf             | nördlich der Bad Hönninger Linie | op/auf               |
| Kuerf                                    | Korb            | nördlich der Bopparder Linie     | Korf/Korb            |
| dat                                      | das             | nördlich der St. Goarer Linie    | dat/das              |
| Apel                                     | Apfel           | nördlich der Speyerer Linie      | Appel/Apfel          |

## Hochdeutsch in Luxemburg
Das in Luxemburg verwendete Hochdeutsch („Luxemburger Hochdeutsch“) unterscheidet sich in einigen prägnanten Begriffen vom Hochdeutsch Deutschlands; es gibt ebenfalls Abweichungen in der Grammatik. Im Luxemburger Hochdeutsch gilt beispielsweise Folgendes:
| Luxemburgisches Hochdeutsch                                             | Standarddeutsch                           |
| ----------------------------------------------------------------------- | ----------------------------------------- |
| amenagieren (von frz. aménager)                                         | (vergleichbar mit) einrichten, renovieren |
| Manifestation (von frz. la manifestation)                               | Veranstaltung                             |
| etwas organisieren (von frz. organiser)                                 | etwas veranstalten                        |
| 24 auf 24 (24 op 24)                                                    | rund um die Uhr                           |
| 7 auf 7 (7 op 7)                                                        | täglich                                   |
| Rond-point                                                              | Kreisverkehr                              |
| jemandem anrufen (vgl. lux. engem uruffen)                              | jemanden anrufen                          |
| Protokoll errichten                                                     | Anzeige erstatten                         |
| dreimal nichts (von frz. trois fois rien und lux. dräi mol näischt)     | gar nichts                                |
| (für bestimmte Ortsnamen:) auf (dem) Ortsname (Bsp. „auf (dem) Bridel“) | in Ortsname (Bsp. „in Bridel“)            |

Ein Wörterbuch, das die Eigenheiten des hochdeutschen Luxemburger Wortschatzes darstellt, ist 2022 im Dudenverlag erschienen. Weitere Belege für den schriftsprachlichen Gebrauch des Hochdeutschen in Luxemburg finden sich auch im Variantenwörterbuch des Deutschen. Als Belegquellen dienten hierbei insbesondere Zeitungstexte aus dem deutschsprachigen Pressewesen in Luxemburg sowie vereinzelt auch luxemburgische Webseiten.

### Allgemeine Beschreibungen und Grammatiken
- Josy Braun et al. (in Zusammenarbeit mit Projet Moien!): Grammaire de la langue luxembourgeoise. Ministère de l’Éducation nationale et de la Formation professionnelle, Luxembourg 2005, ISBN 2-495-00025-8.
- Robert Bruch: Grundlegung einer Geschichte des Luxemburgischen, Luxemburg (Publications scientifiques et littéraires du Ministère de l’Éducation nationale) 1953, Band I: Das Luxemburgische im westfränkischen Kreis. Luxemburg (Publications scientifiques et littéraires du Ministère de l’Éducation nationale) 1954, Band II.
- Robert Bruch: Précis populaire de grammaire luxembourgeoise. Luxemburger Grammatik in volkstümlichem Abriss (= Beiträge zur luxemburgischen Sprach- und Volkskunde, Nr. 10). 3e éd., rev. par Léon Senninger. Section de linguistique de l’Institut Grand-Ducal, Luxembourg 1973.
- Germaine Goetzinger et al.: Lëtzebuergesch: eine Sprache geht ihren Weg: von „onst Däitsch“ zu „eis Sprooch“. [Ausstellung] Centre National de Littérature, Maison Servais, Mersch, Luxembourg, Oktober 2000 – März 2001. Centre National de Littérature, Mersch, Luxembourg 2000.
- Fernand Hoffmann: Sprachen in Luxemburg: Sprachwissenschaftliche und literarhistorische Beschreibung einer Triglossie-Situation (= Deutsche Sprache in Europa und Übersee, Band 6). Wiesbaden 1979, ISBN 3-515-02985-0.
- R[udolf] E. Keller: Luxemburgish. In: German Dialects. Phonology & Morphology, with selected texts. Manchester University Press, Manchester 1961, S. 248–298.
- Claudine Moulin, Damaris Nübling (Hrsg.): Perspektiven einer linguistischen Luxemburgistik. Studien zu Diachronie und Synchronie. Universitätsverlag Winter, Heidelberg 2006.
- Gerald Newton (Hrsg.): Luxembourg and Lëtzebuergesch: Language and Communication at the Crossroads of Europe. Oxford 1996, ISBN 0-19-824016-3.
- Caroline L. Rieger: Luxemburgisch. In: Janet Duke (Hrsg.): EuroComGerm. Germanische Sprachen lesen lernen. Band 2: Seltener gelernte germanische Sprachen. Afrikaans, Färöisch, Friesisch, Jenisch, Jiddisch, Limburgisch, Luxemburgisch, Niederdeutsch, Nynorsk. Shaker, Düren 2019, ISBN 978-3-8440-6412-4, S. 187–224.
- François Schanen: Parlons Luxembourgeois. Langue et culture linguistique d’un petit pays au cœur de l’Europe. L’Harmattan, Paris 2004, ISBN 2-7475-6289-1.
- François Schanen, Jacqui Zimmer: 1,2,3 Lëtzebuergesch Grammaire. Band 1: Le groupe verbal, Band 2: Le groupe nominal, Band 3: L’orthographe. Éditions Schortgen, Esch-sur-Alzette 2005–2006.
- François Schanen, Jacqui Zimmer: Lëtzebuergesch Grammaire Luxembourgeoise. Nei Versioun an engem Band, 480 Säiten. Éditions Schortgen, Esch-sur-Alzette 2012, ISBN 978-2-87953-146-5.
- Lëtzebuergesch: Quo Vadis? Actes du cycle de conférences. Hrsg. v. Projet Moien! Sproochenhaus Wëlwerwolz. Mamer, Wilwerwiltz 2004, ISBN 2-87996-855-0 (dreisprachig lb, de, fr).
- Emissions luxembourgeoises „Ech schwätzen och Lëtzebuergesch – Je parle aussi le luxembourgeois“ / Traditions luxembourgeoises „Ech kennen och Lëtzebuerg – Je connais aussi le Luxembourg“. Hrsg. v. ASTI (Association de Soutien aux Travailleurs Immigrés). asbl, Luxemburg, ISBN 2-9599978-5-9 (zweisprachig lb, fr).

### Teilaspekte
- Guy Berg: „Mir wëlle bleiwe wat mir sin“. Soziolinguistische und sprachtypologische Betrachtungen zur luxemburgischen Mehrsprachigkeit (= Reihe Germanistische Linguistik; Band 140). Tübingen 1993, ISBN 3-484-31140-1.
- A. Bertrang: Grammatik der Areler Mundart. Brüssel 1921.
- Peter Gilles: Dialektausgleich im Lëtzebuergeschen: zur phonetisch-phonologischen Fokussierung einer Nationalsprache (= Phonai. Band 44). M. Niemeyer, Tübingen 1999.
- Jérôme Lulling: La créativité lexicale en luxembourgeois. Promotion, Université Paul Valéry Montpellier III, 2002.
- François Schanen: Recherches sur la syntaxe du luxembourgeois de Schengen: l’énoncé verbal. Thèse Paris IV. 1980.
- Mémorial du Grand-Duché de Luxembourg: Arrêté Ministériel portant fixation d’un système officiel d’orthographe. Règlement grand-ducal du 5 juin 1946, Mémorial A n° 40 de 1946. Legilux.
- Mémorial du Grand-Duché de Luxembourg: Réforme du système officiel d’orthographe luxembourgeoise. Règlement grand-ducal du 30 juillet 1999. Mémorial A n° 112 de 1999. Legilux.

### Lehrbücher
- Gilbert Sondag, Josiane Kartheiser, Henry Wickens: Parler Luxembourgeois / Esou Schwaetze mir / Living Luxembourgish. Editions Le Phare, Esch-sur-Alzette 1996.
- Lëtzebuergesch fir all Dag, Teil 1: Lektionen 1–8, Lehr-& Arbeitsbuch. Hrsg. vom Centre de Langues Luxembourg, Unterrechtsministaer Lëtzebuerg. Editioun 2000, ISBN 978-2-495-00016-1, ISBN 978-2-495-00015-4.
- François Schanen: Lëtzebuergesch Sproocherubriken. Éditions Schortgen, Esch-sur-Alzette 2013, ISBN 978-2-87953-174-8.

### Sprachführer
- Joscha Remus: Lëtzebuergesch Wort für Wort (= Kauderwelsch, Band 104). Reise Know-How Verlag, Bielefeld 1997, ISBN 3-89416-310-0.
- Jacqui Zimmer, François Schanen: Wéi heescht dat? ça veut dire quoi? Was soll das bedeuten? – 5000 phrases pour apprendre le luxembourgeois. Editions Schortgen, Esch-sur-Alzette 2015, ISBN 978-99959-36-19-8.

### Wörterbücher
- Luxemburger Wörterbuch. Im Auftrage der Großherzoglich Luxemburgischen Regierung hrsg. von der Wörterbuchkommission (…). Bände I–V. Luxemburg 1950–1977 (Digitalisat).
- J. F. Gangler: Lexicon der Luxemburger Umgangssprache (…) mit hochdeutscher und französischer Uebersetzung und Erklärung (…). V. Hoffman, Luxemburg 1847 (Digitalisat).
- Wörterbuch der luxemburgischen Mundart. M. Huss, Luxemburg 1906 (Digitalisat).
- Liette Derrmann-Loutsch: Deutsch-Luxemburgisches Wörterbuch. Éditions Saint-Paul, Luxemburg 2004, ISBN 2-87963-464-4
- Myriam Welschbillig, François Schanen, Jérôme Lulling: Luxdico Deutsch: Luxemburgisch < > Deutsches Wörterbuch. Éditions Schortgen, Luxemburg 2008.

### Grammatik
- Liste der Verben die ein Präteritum und einen einfache Konjunktiv ausbilden

### Einführungen in die Orthographie
- Einführung in die luxemburgische Orthographie – Lulling / Schanen (pdf) (1,20 MB)
- Mir léiere Lëtzebuergesch schreiwen (Memento vom 16. August 2002 im Internet Archive) („Wir lernen Luxemburgisch schreiben“)

### Leseproben
- Parlamentarische Sitzungsprotokolle
- Textprobe: Max und Moritz auf Luxemburgisch
- Universal-Deklaratioun vun de Mënschenrechter (Universal Declaration of Human Rights, Luxembourgish). United Nations – Office of the High Commissioner for Human Rights, 12. November 1998, abgerufen am 4. November 2012.
- Online-Wörterbuch 6000 Wierder 6000 Wörter – von Luxemburgisch, Französisch, Deutsch, Englisch, Polnisch, Portugiesisch, Spanisch und Italienisch in jede der anderen Sprachen übersetzen

### Weitere Informationen zur Sprache
- Luxembourg – A linguistic puzzle (engl. vom Luxemburgischen Touristikbüro, Memento, vom 12. Juni 1998)
- Eis Sprooch – De Website iwwer d’Lẽtzebuerger Sprooch. Archiviert vom Original (nicht mehr online verfügbar) am 5. Februar 2008; abgerufen am 4. November 2012 (Quellen zu Verbreitung, Gebrauch, Struktur und Literatur).
- Réforme du système officiel d’orthographe luxembourgeoise – Das „Amtsblatt“ mit offiziellen Bestimmungen zur Rechtschreibung
- Linguistische Beschreibung des Luxemburgischen mit Grammatik, auf Spanisch
- Linguistica Luxemburgensia: Internetseite mit Informationen zum Luxemburgischen und zur Sprachensituation im Großherzogtum.
- BiblioLux: Bibliographie zur Luxemburgischen Linguistik, Memento, Stand 2014 (Universität Trier, Forschungsstelle für Sprachen und Literaturen Luxemburgs (FSL))
- Grammatisches Informationssystem zu den luxemburgischen Verben
- Lëtzebuerger Online Dictionnaire – Übersetzungen Luxemburgisch ↔ Deutsch, Französisch, Englisch und Portugiesisch

### Interviews und Stellungnahmen
- SMS-Sprache Luxemburgisch, Memento Jérôme Lulling im Interview mit Fabienne Pirsch. Télécran Nr. 31 (7/2005)
- Luxemburgisch ist eine kreative Sprache Jérôme Lulling Interview im Mariekalenner / PANORAMA (1/2005), Memento von Februar 2005
- Audio Interview Projet Cortina, Memento mit Jérôme Lulling auf Radio 100komma7 (2/2003)
- Gefahr oder Chance für das Luxemburgische? Memento Pierre Mousel und Jérôme Lulling in der Zeitschrift „d’Land“ (2002)
- Luxemburgisch an der Universität Trier, Memento Interview Lulling Trierischer Volksfreund (03/2001)
- Traumsprache Luxemburgisch? Leserbrief Jérôme Lulling d’WORT (01/2006), Memento von Mai 2006

### Korrektursoftware
- Spellchecker.lu – Freie Korrektursoftware für das Luxemburgische
- Spellchecker CORTINA – Erster Spellchecker für das Luxemburgische (Jérôme Lulling/Pierre Mousel)
- www.dico.lu – dictionnaire luxembourgeois français

### Forschungszentren
- Laboratoire de linguistique et de littératures luxembourgeoises (Universitéit Lëtzebuerg, LU)
- Luxemburgistik: Forschungsstelle für Sprachen und Literaturen Luxemburgs
- Institut Grand-Ducal Section de Linguistique, d’Ethnologie et d’Onomastique
- Centre for Luxembourg Studies (The University of Sheffield, GB)